# Weston McKennie
Weston James Earl McKennie (ur. 28 sierpnia 1998 w Little Elm) – amerykański piłkarz występujący na pozycji środkowego lub defensywnego pomocnika we włoskim klubie Juventus oraz w reprezentacji Stanów Zjednoczonych. Wychowanek FC Dallas.

## Kariera klubowa
McKennie w wieku sześciu lat wyjechał ze Stanów Zjednoczonych (Teksasu) do Kaiserslautern. Tam spędził trzy lata. Tam grał w lokalnym klubie z Otterbach. W 2009 roku powrócił do USA. Dołączył wówczas do akademii FC Dallas.
W 2016 roku przeniósł się do Schalke 04. Przez pierwszy sezon grał w zespole młodzieżowym. W 2017 roku został przeniesiony do drużyny seniorskiej. W dorosłej drużynie zadebiutował 20 maja 2017. W Schalke rozegrał cztery sezony. Grał zarówno w Bundeslidze, jak i Lidze Mistrzów. W klubie rozegrał już ponad 80 meczów.
29 sierpnia 2020 został wypożyczony na rok do Juventusu. 3 marca 2021 klub poinformował o wykupie zawodnika z Schalke.

## Kariera reprezentacyjna
Zanim Weston McKennie zadebiutował w seniorskiej drużynie grał w sekcji: U-17, U-19 i U-20. W dorosłej reprezentacji Stanów Zjednoczonych zadebiutował 14 listopada 2017 w towarzyskim meczu przeciwko Portugalii, w którym strzelił również pierwszego gola.
Został powołany na Złoty Puchar CONCACAF 2019. Strzelił tam gola w ćwierćfinale przeciwko Curaçao i półfinale w meczu z Jamajką. Ostatecznie USA zajęło drugie miejsce, ustępując Meksykowi.

## Statystyki kariery

### Klub
(aktualne na dzień 28 czerwca 2025)
| Klub                | Sezon              | Liga               | Liga  | Liga   | Puchar | Puchar | Europa | Europa | Inne  | Inne   | Suma  | Suma   |
| Klub                | Sezon              | Liga               | Mecze | Bramki | Mecze  | Bramki | Mecze  | Bramki | Mecze | Bramki | Mecze | Bramki |
| ------------------- | ------------------ | ------------------ | ----- | ------ | ------ | ------ | ------ | ------ | ----- | ------ | ----- | ------ |
| FC Schalke 04       | 2016/17            | Bundesliga         | 1     | 0      | 0      | 0      | 0      | 0      | 0     | 0      | 1     | 0      |
| FC Schalke 04       | 2017/18            | Bundesliga         | 22    | 0      | 3      | 0      | –      | –      | –     | –      | 25    | 0      |
| FC Schalke 04       | 2018/19            | Bundesliga         | 24    | 1      | 3      | 0      | 6      | 1      | –     | –      | 33    | 2      |
| FC Schalke 04       | 2019/20            | Bundesliga         | 28    | 3      | 4      | 0      | –      | –      | –     | –      | 32    | 3      |
| FC Schalke 04       | Łącznie            | Łącznie            | 75    | 4      | 10     | 0      | 6      | 1      | 0     | 0      | 91    | 5      |
| Juventus (wyp.)     | 2020/2021          | Serie A            | 21    | 4      | 3      | 0      | 6      | 1      | 1     | 0      | 31    | 5      |
| Juventus            | 2020/2021          | Serie A            | 13    | 1      | 1      | 0      | 1      | 0      | –     | –      | 15    | 1      |
| Juventus            | 2021/2022          | Serie A            | 21    | 3      | 1      | 0      | 6      | 0      | 1     | 1      | 29    | 4      |
| Juventus            | 2022/2023          | Serie A            | 15    | 1      | 1      | 0      | 5      | 2      | –     | –      | 21    | 3      |
| Juventus            | 2023/2024          | Serie A            | 34    | 0      | 4      | 0      | –      | –      | –     | –      | 38    | 0      |
| Juventus            | 2024/2025          | Serie A            | 32    | 2      | 2      | 0      | 9      | 3      | 4     | 0      | 47    | 5      |
| Juventus            | Łącznie            | Łącznie            | 136   | 11     | 12     | 0      | 27     | 6      | 6     | 1      | 181   | 18     |
| Leeds United (wyp.) | 2022/2023          | Premier League     | 19    | 0      | 1      | 0      | –      | –      | –     | –      | 20    | 0      |
| Leeds United (wyp.) | Łącznie            | Łącznie            | 19    | 0      | 1      | 0      | 0      | 0      | 0     | 0      | 20    | 0      |
| Ogólnie w karierze  | Ogólnie w karierze | Ogólnie w karierze | 230   | 15     | 23     | 0      | 33     | 7      | 6     | 1      | 292   | 23     |

### Reprezentacja
(aktualne na dzień 28 czerwca 2025)
| Stany Zjednoczone | Stany Zjednoczone | Stany Zjednoczone |
| Rok               | Występy           | Gole              |
| ----------------- | ----------------- | ----------------- |
| 2017              | 1                 | 1                 |
| 2018              | 6                 | 0                 |
| 2019              | 12                | 5                 |
| 2020              | 2                 | 0                 |
| 2021              | 7                 | 2                 |
| 2022              | 13                | 1                 |
| 2023              | 8                 | 2                 |
| 2024              | 9                 | 0                 |
| 2025              | 2                 | 0                 |
| Razem             | 60                | 11                |

### Gole w reprezentacji
| Nr  | Data                 | Miejsce                                       | Przeciwnik | Gol na | Wynik | Rozgrywki                       |
| --- | -------------------- | --------------------------------------------- | ---------- | ------ | ----- | ------------------------------- |
| 1.  | 14 listopada 2017    | Estádio Dr. Magalhães Pessoa, Leiria          | Portugalia | 1–0    | 1–1   | Towarzyski                      |
| 2.  | 30 czerwca 2019      | Lincoln Financial Field, Filadelfia           | Curaçao    | 1–0    | 1–0   | Złoty Puchar CONCACAF 2019      |
| 3.  | 3 lipca 2019         | Nissan Stadium, Nashville                     | Jamajka    | 1–0    | 3–1   | Złoty Puchar CONCACAF 2019      |
| 4.  | 11 października 2019 | Audi Field, Waszyngton                        | Kuba       | 1–0    | 7–0   | Liga Narodów CONCACAF 2019/2020 |
| 5.  | 11 października 2019 | Audi Field, Waszyngton                        | Kuba       | 2–0    | 7–0   | Liga Narodów CONCACAF 2019/2020 |
| 6.  | 11 października 2019 | Audi Field, Waszyngton                        | Kuba       | 4–0    | 7–0   | Liga Narodów CONCACAF 2019/2020 |
| 7.  | 7 czerwca 2021       | Mile High Stadium, Denver                     | Meksyk     | 2–2    | 3:2   | Liga Narodów CONCACAF 2019/2020 |
| 8.  | 13 listopada 2021    | TQL Stadium, Cincinnati                       | Meksyk     | 2–0    | 2:0   | el. MŚ 2022                     |
| 9.  | 3 lutego 2022        | Allianz Field, Saint Paul                     | Honduras   | 1–0    | 3:0   | el. MŚ 2022                     |
| 10. | 25 marca 2023        | Kirani James Athletic Stadium, Saint George’s | Grenada    | 3–0    | 7:1   | Liga Narodów CONCACAF 2022/2023 |
| 11. | 25 marca 2023        | Kirani James Athletic Stadium, Saint George’s | Grenada    | 4–1    | 7:1   | Liga Narodów CONCACAF 2022/2023 |